# Virginia Admiral
Virginia Holton Admiral ou Virginia De Niro (née le 4 février 1915 à The Dalles et morte le 27 juillet 2000 à New York) est une peintre et poétesse américaine.
Elle étudie la peinture auprès du peintre allemand Hans Hofmann et son travail a été inclus dans la collection de Peggy Guggenheim.
Elle est la mère de l'acteur Robert De Niro, fruit de son union avec le peintre Robert De Niro Sr.